# Почетни граждани на Гоце Делчев
Това е списък на почетните граждани на Неврокоп, от 1951 година Гоце Делчев.
| Име                  | Години             | Забележка |
| -------------------- | ------------------ | --- |
| Стилиян Ковачев      |                    | |
| Николай Добрев       | 29 април 1999 г.   | посмъртно, за принос в цялостното социално-икономическо и духовно развитие на Гоцеделчевския край и исторически заслуги за мирното развитие на демократичните процеси в Република България |
| Запрю Икономов       | 29 юли 1999 г.     | за принос в съхраняване и популяризиране фолклора на Неврокопския край и във връзка със 70-годишнината от рождението му и 40 години творческа дейност |
| Иван Марков          | 20 април 2005 г.   | за изследване, съхраняване и популяризиране на историческата памет на Неврокопския край |
| Николина Чакърдъкова | 20 април 2005 г.   | за принос в популяризиране на фолклорното богатство на Гоцеделчевския регион |
| Йозеф Хофман         | 30 май 2006 г.     | за принос в осъществяването на голямата дарителска дейност на Немската хуманитарна организация „Коршенбройх“ в помощ на здравните, детски и учебни заведения в община Гоце Делчев |
| Сократис Димитриадис | 30 май 2006 г.     | за заслуги за развитието на българо-гръцкото икономическо и културно сътрудничество, за разширяването на приятелските отношения между народите на България и Гърция |
| Бертрам Ролман       | 30 май 2006 г.     | за заслуги в икономическото развитие на община Гоце Делчев и подпомагане на социалната дейност, образованието, културата и спорта |
| Фридхелм Ло          | 20 юни 2013 г.     | за заслуги в подпомагане на хора с увреждания в община Гоце Делчев |
| Дитер Хапел          | 20 юни 2013 г.     | за заслуги в подпомагане на хора с увреждания в община Гоце Делчев |
| Йоханес Паннин       | 20 юни 2013 г.     | за заслуги в подпомагане на хора с увреждания в община Гоце Делчев |
| Йохана Мюлер         | 29 април 2015 г.   | за заслуги в областта на здравеопазването и социалната сфера в община Гоце Делчев |
| Готфрид Мюлер        | 29 април 2015 г.   | за заслуги в областта на здравеопазването и социалната сфера в община Гоце Делчев |
| Зафир Кънчев         | 5 май 2016 г.      | посмъртно, за изследователската и етнографската му дейност и за създадения от него самодеен ансамбъл за народни песни и танци |
| Нахит Зия            | 28 ноември 2017 г. | посмъртно, за принос като държавник в интерес на община Гоце Делчев |
| Андрей Боцев         | 30 юли 2020 г.     | посмъртно, за принос като държавник в интерес на община Гоце Делчев |
| Валентин Караманчев  | 31 януари 2022 г.  | за творческата му дейност и разкриване на душевността, езиковата култура, съдбата на Гоцеделчевския край |
| Илия Гаджев          | 30 ноември 2022 г. | посмъртно, за неговата събирателска, изследователска и творческа дейност, и за патриотичното му дело, довело до създаване на Института по история на българската емиграция в Северна Америка „Илия Тодоров Гаджев“ в гр. Гоце Делчев, съхраняващ неоценимо българско наследство и огромен архив от ценни материали |